# Remco Bastiaansen
Remco Bastiaansen (Tilburg, 20 augustus 1978) is een Nederlandse wedstrijddanser en choreograaf. Hij is vijf keer Nederlands Kampioen Professional Exhibition geworden en zevenvoudig Finalist Exhibition Dancing/Theatre Arts. Verder haalde hij meerdere malen een zilveren plak op het wk. Vice World Champion. Naast danser is Bastiaansen actief als coach, acteur en model.
Remco Bastiaansen was onder andere het gezicht van het exclusieve sportmerk Le Coq Sportif, Jaguar & Hummer Kroymans, en de Dvd Forever Fit. Verder was hij een van de dansers in Dancing with the Stars. In het eerste seizoen danste hij met zwemster Inge de Bruijn. Zij behaalden samen de derde plaats. In het tweede seizoen was actrice Lieke van Lexmond zijn danspartner. In het derde seizoen (2007) danste hij met actrice Aukje van Ginneken, en in de laatste serie met Patricia Paay. 
Sinds 2002 is Charissa van Dipte zijn vaste danspartner. Met haar was hij zevenvoudig finalist tijdens The British Open in Blackpool, en won meerdere malen The Dutch Open in Assen en de Florida Super Stars in Tampa. Samen met zijn danspartner verzorgde hij jaren het Entertainment van Holland Casino, met als hoogtepunt The Latin Days samen met Belle Perez, de Engelbert Humperdinck Medley tijdens de Toppers in Concert met o.a Gerard Joling, Gordon en René Froger.
Bastiaansen stond in 2009 samen met Patricia Paay in de decemberuitgave van het tijdschrift Playboy. Samen met Patricia Paay bracht Remco Bastiaansen de dvd Forever Fit uit in 2010, die 25000 keer in slechts enkele weken bij supermarktgigant Dirk van de Broek verkocht werd. Remco Bastiaansen speelde ook een gastrol in Goede Tijden Slechte Tijden waarin Anthony de dansleraar van Charly Lieke van Lexmond was.

## Aanrijding
Op 20 februari 2010 werd Bastiaansen op de parkeerplaats van de RAI Amsterdam aangereden, hier waren Paay en Bastiaansen op de huishoudbeurs voor promotionele activiteiten rondom de dvd. Door de aanrijding raakte hij ernstig geblesseerd en raakte hij in een depressie. In augustus 2012 maakte Bastiaansen bekend noodgedwongen te stoppen met dansen.

## Privé
Bastiaansen heeft een zoon en een dochter met zijn vriendin.

## Hoogtepunten
Enkele hoogtepunten uit zijn carrière zijn:
- Vice World Champion Professional Exhibition, zevenvoudig finalist Wereldkampioenschappen USA
- Vijfvoudig ongeslagen Nederlands kampioen Exhibition/Theater Arts
- Winnaars Florida Super Stars
- Finalisten Millennium Championship Tampa/Florida
- Meervoudig winnaars World Open Asse
- Zevenvoudig British Open Blackpool finalisten
- Meervoudig Winners World Open
- Winnaars Dutch Open

- 7 Times world champion finalist
- Winner Florida Super Stars/ Theatre Arts

1. DWTS Dancing With The Stars